# Halfbrick Studios
Halfbrick Studios ist ein australisches Entwicklerstudio, das sich auf die Entwicklung von Handyspielen und Videospielen spezialisiert hat. Der Firmensitz befindet sich in Brisbane.

## Geschichte
Das Unternehmen wurde 2001 gegründet. Bis 2008 arbeitete es hauptsächlich an Lizenzspielen, z. B. Handheld und Spielkonsolen-Ablegern von Filmen oder Fernsehserien. Im mobilen Markt wurde es besonders durch die Spiele Fruit Ninja und Jetpack Joyride bekannt.
Bevor das Studio den Hauptsitz in Brisbane eröffnete, hatte Halfbrick fünf Büros in Sydney, Adelaide, Spanien, Bulgarien und Los Angeles. Im März 2012 kauften die Halfbrick Studios Onan Games zu einem nicht genannten Preis auf, um ihre Software Mandreel zu nutzen, die es ermöglicht Spiele für iOS, Android, Adobe Flash und HTML5 zu entwickeln.
Bis 2015 wurde Fruit Ninja bereits über 1 Milliarde Mal heruntergeladen.

## Spiele
| Jahr              | Titel                                          | Plattformen                                                         |
| ----------------- | ---------------------------------------------- | ------------------------------------------------------------------- |
| 2002              | Rocket Power: Beach Bandits                    | PlayStation 2, Nintendo Gamecube, Xbox                              |
| 2003              | Fuzz & Rocket(canceled)                        | Game Boy Advance                                                    |
| 2004              | Ty the Tasmanian Tiger 2: Bush Rescue          | Game Boy Advance                                                    |
| 2005              | Ty the Tasmanian Tiger 3: Night of the Quinkan | Game Boy Advance                                                    |
| 2006              | Barnyard                                       | Game Boy Advance                                                    |
| 2006              | Avatar: The Last Airbender                     | Game Boy Advance                                                    |
| 2006              | Nicktoons: Battle for Volcano Island           | Game Boy Advance                                                    |
| 2007              | Heatseeker                                     | PlayStation Portable                                                |
| 2007              | Avatar: The Last Airbender – The Burning Earth | Game Boy Advance                                                    |
| 2007              | The Legend of Spyro: The Eternal Night         | PlayStation 2, Wii                                                  |
| 2008              | Hellboy: The Science of Evil                   | PlayStation Portable                                                |
| 2008              | Avatar: The Last Airbender – Into the Inferno  | Nintendo DS                                                         |
| 2009              | Star Wars: The Clone Wars – Republic Heroes    | Microsoft Windows                                                   |
| 2009              | Marvel Super Hero Squad                        | Nintendo DS                                                         |
| 2009              | Halfbrick Blast Off                            | Xbox 360, PlayStation Portable, PlayStation 3                       |
| 2009              | Halfbrick Echoes                               | Xbox 360, PlayStation Portable, PlayStation 3, Zune HD              |
| 2009              | Halfbrick Rocket Racing / Aero Racing          | Xbox 360, PlayStation Portable, PlayStation 3                       |
| 2010              | Age of Zombies                                 | iOS, PlayStation Vita, PlayStation 3, Android, Playstation Portable |
| 2010              | Fruit Ninja                                    | iOS, Android, Bada, Windows Phone                                   |
| 2010              | Sunset Studio: Behind the Scenes!              | Microsoft Windows                                                   |
| 2010              | The Last Airbender                             | Nintendo DS                                                         |
| 2010              | Monster Dash                                   | iOS, Android                                                        |
| 2010              | Raskulls                                       | Xbox 360                                                            |
| 2011              | de Blob 2                                      | Nintendo DS                                                         |
| 2011              | Fruit Ninja FX                                 | Arcade                                                              |
| 2011              | Fruit Ninja Kinect                             | Xbox 360                                                            |
| 2011              | Fruit Ninja Frenzy                             | Facebook                                                            |
| 2011              | Age of Zombies                                 | Android                                                             |
| 2011              | Monster Dash                                   | Google Chrome                                                       |
| 2011              | Jetpack Joyride                                | iOS                                                                 |
| 2011              | Fruit Ninja: Puss In Boots                     | Android, iOS                                                        |
| 2011              | Steambirds: Survival                           | Android, iOS                                                        |
| 2011              | Age of Zombies Anniversary                     | iOS                                                                 |
| 2012              | Jetpack Joyride                                | Android, BlackBerry OS, Facebook, PlayStation Vita, Windows Runtime |
| 2013              | Fish out of Water                              | iOS                                                                 |
| 2013              | Fruit Ninja Skittles                           | Android, iOS                                                        |
| 2013              | Band Stars                                     | Android, iOS                                                        |
| 2013              | Colossatron: Massive World Threat              | Android, iOS                                                        |
| 2014              | Bears vs. Art                                  | Android, iOS                                                        |
| 2014              | Birzzle Fever                                  | Android, iOS                                                        |
| 2014              | Yes Chef                                       | Android, iOS                                                        |
| 2014              | Radical Rappelling                             | Android, iOS                                                        |
| 2014              | Top Farm                                       | Android, iOS                                                        |
| 2015              | Fruit Ninja Kinect 2                           | Xbox One                                                            |
| 2015              | Fruit Ninja Academy: Math Master               | Android, iOS                                                        |
| 2016              | Fruit Ninja VR                                 | Microsoft Windows, PlayStation VR, Oculus Rift, HTC Vive            |
| 2016              | Star Skater                                    | Android, iOS                                                        |
| 2016              | Dan the Man                                    | Android, iOS                                                        |
| 2021              |                                                |                                                                     |
| Jetpack Joyride 2 | iOS                                            |                                                                     |
| 2023              | Colossatron (Re release)                       | Android, iOS                                                        |
| 2023              | Age of Zombies (Re release)                    | Android, iOS                                                        |

## Auszeichnungen
2015 gewann das Studio den Australian Export Award. Im Jahr 2017 wurde Halfbrick Studios in die Queensland Business Leaders Hall of Fame aufgenommen.